# 1985년 로널드 레이건 대통령 취임식
로널드 레이건의 두 번째 미국 대통령 취임식은 제50대 취임식으로, 그의 두 번째이자 마지막 4년 임기 시작과 조지 H. W. 부시의 부통령 임기 시작을 알렸다. 1985년 1월 20일 일요일 백악관에서 비공개 취임 선서식이 거행되었고, 이어서 1985년 1월 21일 월요일 국회의사당 로툰다에서 공개 취임식이 거행되었다.

## 공개 취임식

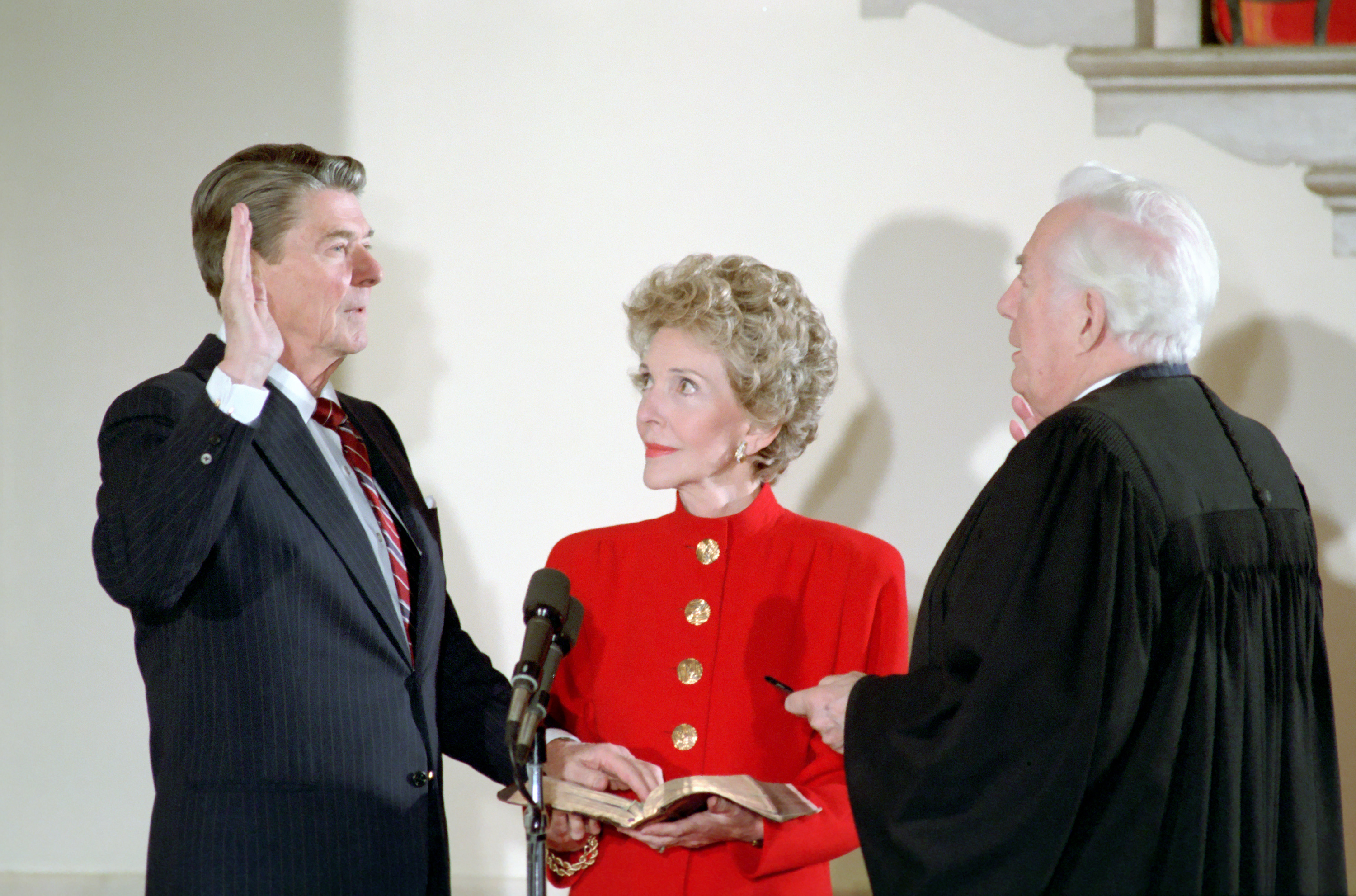
1985년 1월 20일, 레이건 대통령이 텔레비전으로 "비공개" 선서를 하고 있다.

바깥 날씨는 혹독하여, 낮 기온은 7 °F (−14 °C)였고 체감 온도는 −25 °F (−32 °C)였다. 이로 인해 행사 주최 측은 야외에서 계획되었던 공개 취임식을 국회의사당 로툰다 실내로 옮겨야 했다.
제시 노먼이 에런 코플런드의 올드 아메리칸 송즈 중 심플 기프츠를 불렀다. 전날 공식적으로 있었던 것처럼, 대법원장 워런 E. 버거가 레이건에게 대통령 취임 선서를 주관했고, 전 부대법관 포터 스튜어트가 부시에게 부통령 선서를 주관했다. 레이건의 취임 연설과 피터 J. 고메즈의 축도 선언 후에 미국 해병대 밴드가 성조기를 연주했다.
날씨 때문에 야외 행진은 취소되어야 했다. 대신 캐피털 센터에서 대체 행사가 열렸다.
취임식 보도는 NBC, CBS, ABC, 그리고 CNN을 통해 미국 전역에 방송되었다.

## 취임식 위원회
휘태커 채임버스의 아들인 전 UPI 특파원 존 채임버스는 레이건의 두 번째 취임식과 1993년 빌 클린턴의 첫 번째 취임식에서 합동 의회 대통령 취임식 위원회의 사무총장을 역임했다.

## 그 후
1985년 5월 27일 (메모리얼 데이), 취소된 취임식 행진에서 공연하기로 예정되었던 50개 이상의 고등학교 마칭 밴드 중 20개가 월트 디즈니 월드의 에프콧 센터 테마파크에서 열린 대통령 취임식 밴드 퍼레이드에서 공연했다. 이 공연은 레이건 대통령의 연설로 시작되었다.

## 같이 보기
- 로널드 레이건 행정부
- 1981년 로널드 레이건 대통령 취임식
- 1984년 미국 대통령 선거
- 로널드 레이건 1984년 대통령 선거 운동
- 1985년 백악관 침입 사건

## 내용주
1. ↑  40년 후 도널드 트럼프의 두 번째 취임식도 같은 이유로 로툰다 실내로 옮겨졌다.